# Зворотний зв'язок

Зворо́тний зв'язо́к (англ. feedback) — вплив результату функціонування будь-якої системи на характер її подальшого функціонування. Термін «зворотний зв'язок» використовують стосовно перебігу процесів у соціальних, біологічних, технічних, економічних та інших системах, а також у кібернетиці та теорії автоматичного регулювання та управління.
Одне з перших досліджень впливу зворотного зв'язку на результат функціонування системи було виконане Майклом Фарадеєм у популярній роботі «Історія свічки».

## Типи зворотного зв'язку
За характером впливу розрізняють:

### Позитивний та негативний зворотний зв'язок
- позитивний зворотний зв'язок впливає на систему таким чином, що збільшує вихідний результат її функціонування. У теорії автоматичного управління позитивний зворотний зв'язок реалізується шляхом передачі на вхід системи частини вихідного сигналу таким чином, що сигнал зворотного зв'язку збігається у фазі з вхідним сигналом, що є еквівалентним збільшенню вхідного сигналу. В окремих випадках позитивний зв'язок може призводити до генерації в системі — коли будь-яка флуктуація в системі передається на її вхід і підсилюється, завдяки чому в системі виникають незатухаючі коливання.

- негативний зворотний зв'язок впливає на систему таким чином, що зменшує вихідний результат її функціонування. В теорії автоматичного управління негативний зворотний зв'язок реалізується шляхом передачі на вхід системи частини вихідного сигналу таким чином, що сигнал зворотного зв'язку знаходиться у протифазі з вхідним сигналом, що є еквівалентним зменшенню вхідного сигналу, що призводить до зниження коефіцієнта підсилення системи, але при цьому також підвищується стійкість системи та зменшується похибка та інерційність системи.

### Жорсткий та гнучкий (elastic feedback) зворотний зв'язок
- жорсткий зворотний зв'язок діє в усталеному і перехідному режимах роботи системи.

- гнучкий зворотний зв'язок діє тільки у перехідному режимі роботи системи, несе інформацію про швидкість змін в системі. В теорії автоматичного управління реалізується додаванням в контур зворотного зв'язку диференцюючих елементів.

### Загальний та місцевий зворотний зв'язок
- загальний зворотний зв'язок формується за рахунок передачі результату функціонування всієї системи на її вхід.

- місцевий зворотний зв'язок формується за рахунок передачі результату функціонування окремої ланки системи на вхід цієї ланки.

Крім того, у САР розрізняють зовнішній зворотний зв'язок, який з'єднує вихід усієї системи з її входом, та внутрішній (місцевий), що з'єднує вихід окремого елемента або групи послідовно з'єднаних елементів з їх входом.

## Математичне формулювання
Нехай вхідний сигнал u та вихідний сигнал U певного об'єкта (чорної скриньки) зв'язано лінійним співвідношенням
{\displaystyle U=ku\,},
де k — коефіцієнт підсилення.
Якщо на вхід системи подати крім сигналу u ще й частково сигнал з виходу, так що загальний вхідний сигнал стане {\displaystyle u+\alpha U}, де {\displaystyle \alpha } — певний коефіцієнт зворотного зв'язку, то отримаємо
{\displaystyle U=k(u+\alpha U)\,}.
У такому разі вихідний сигнал визначатиметься формулою
{\displaystyle U={\frac {ku}{1-k\alpha }}}.
При додатних значеннях α вихідний сигнал посилюватиметься, але стабільність падатиме. При α = 1/k вихідний сигнал стане нескінченно великим (насправді в такому разі система вийде з лінійного режиму).
При від'ємних значеннях α підсилення зменшується й система стабілізується.